# Ah Niu
Ah Niu (caratteri cinesi: 阿牛; Penang, 31 agosto 1976) è un cantante, compositore e attore malaysiano.
Il suo nome di nascita è Tan Kheng Seong (cinese semplificato: 陈庆祥). Fa parte dell'etnia Hokkien, il cui dialetto è chiamato Minnan. Ha frequentato la scuola superiore alla Chung Ling Butterworth High, e successivamente ha studiato allo Inti College di Kuala Lumpur in un corso di film e teatro. Alla fine degli anni '90 egli era popolare in Malesia e a Singapore.
Nel 1997 era conosciuto solamente in Malesia e Singapore, finché Richie Ren (cinese tradizionale: 任賢齊, cantante taiwanese) non cantò le sue canzoni, così che egli divenne popolare. Nel dicembre del 1998, la Rock Records organizzò un'espansione della carriera musicale di Ah Niu anche a Taiwan. Egli diventò famoso velocemente, grazie alle sue canzoni orecchiabili e semplici. Fu in questo periodo che cantanti come Rene Liu e Karen Mok iniziarono a chiedere ad Ah Niu di comporre canzoni per loro. Al momento egli non è popolare solo a Taiwan, ma anche nella Cina continentale e ad Hong Kong. Ha fatto delle apparizioni come ospite speciale in molti concerti avvenuti in queste aree. Ha partecipato anche al film Para Para Sakura di Aaron Kwok nel 2001.

## Discografia
- 1998个人第一张创作专辑 (1998)
- 牵牛花; 爱我久久 (1999)
- 至冧情歌(新曲+精选) (EP); 阿牛的Wow Wow情歌 (2001)
- 各位男人辛苦晒 （粤语） (2002)
- 无尾熊抱抱 (2003)
- 桃花朵朵開 (2006)
- 天天天天說愛你 (2007)
- 你最牛 (2008)

## Filmografia
- Hidden Track (2003)
- Para Para Sakura (2001) - Henry Ko
- Summer Holiday(Film) (2000) - Hercules
- Liang Po Po: The Movie (1999) - Benzinaio